# Смилянич, Божидар
Божидар Смилянич (хорв. Božidar Smiljanić; 20 сентября 1936, Загреб, Хорватия, Югославия — 7 апреля 2018) — югославский и хорватский актёр, писатель и театральный режиссёр.

## Биография
Божидар Смилянич начал актёрскую карьеру в 16 лет. До этого он в течение 3-х лет занимался театральной деятельностью. Учился в Академии драматического искусства в Загребе (The Academy of Dramatic Arts in Zagreb), где позже стал профессором. В декабре 1992 года Божидар женился на актрисе Мирьяне Синозич, у них есть один ребёнок. Божидар также имеет трёх детей от предыдущих браков. Наиболее популярные картины Божидара Смилянича: «Доспехи Бога» и «Доспехи Бога 2: Операция Кондор».

## Избранная фильмография
| Год  | Название                                  | Персонаж         |
| ---- | ----------------------------------------- | ---------------- |
| 1953 | Сизокрылая чайка                          |                  |
| 1969 | Битва на Неретве                          | хирург           |
| 1986 | Доспехи Бога                              | Бэннон, отец Мэй |
| 1987 | Проект А: Часть 2                         | губернатор       |
| 1991 | Доспехи Бога 2: Операция Кондор           | Бэннон, отец Мэй |
| 2012 | Анна Герман. Тайна белого ангела (сериал) |                  |
| 2014 | Любовь от всех болезней                   |                  |